# Razorback Mountain (British Columbia)
Der Razorback Mountain ist ein 3183 m hoher Berg in der kanadischen Provinz British Columbia. Seine Schartenhöhe beträgt 2153 m. Er ist der höchste Gipfel der Niut Range, einer Teilkette der Coast Mountains und bzgl. der Schartenhöhe der 20.höchste in British Columbia.
Der Razorback Mountain wurde erstmals 1931 von Henry S. Hall und Hans Fuhrer bestiegen.